# Rim-Sin I.
Rim-Sin I. je bil elamski  vladar mezopotamske mestne države Larse, Sumerije in Akada, ki je vladal od 1822 do 1763  pr. n. št. (srednja kronologija). 
Bil je brat in naslednik larškega kralja Varad-Sina, brat urške visoke svečenice En-ane-du in sodobnik Hamurabija Babilonskega in Irdaneneja Uruškega.

## Vladanje
Rim-Sinovo vladanje v Larsi se je začelo okoli leta 1822 pr. n. št. (srednja kronologija). Po prihodu na prestol je začel širiti Larso in jo do leta 1808 pr. n. št. tako povečal,  da je začela zbujati skrb drugih sumerskih mest. Koalicija Isina, Uruka in Babilona je napadla Rim-Sina I. in bila poražena. Rim-Sin I. je leta 1807 pr. n. št. okupiral Pi-Naratim (sotočje Tigrisa in Evfrata),  leta 1804 pr. n. št.  Bit-Susin in Uzarbaro in leta 1802 pr. n. št.  Kisaro in porušil Der. Leta 1801 pr. n. št.  je oplenil Uruk. Njegovim prebivalcem je prizanesel. Leta 1797 pr. n. št. je napadel ozemlje Isina in leta 1792 pr. n. št. zasedel njegovo prestolnico. Prebivalcem je tudi tokrat prizanesel. V naslednjih trideset letih njegove vladavine ni omenjen noben pomemben dogodek, razen tega, da se vsa leta štejejo od osvojitve Isina.
Leta 1787 pr. n. št. je Isin napadel in osvojil babilonski kralj Hamurabi in se nato obrnil proti Rim-Sinu I., ki je v preteklih nekaj letih proti  Hamurabiju vodil nevtralno politiko. Larsa je po šestih mesecih padla. Rim-Sina so ujeli in odpeljali v Babilonijo, kjer je umrl.